# Језоло
Језоло (итал. Jesolo) град је у североисточној Италији. Град се налази у оквиру округа Венеција у оквиру италијанске покрајине Венето.
Језоло је важно туристичко одредиште у области Венеције. Посебно је познат део града до градске плаже, Лидо ди Језоло.

## Природне одлике
Град Језоло налази се у источном делу Падске низије, на 20 км североисточно од Венеције. Насеље образовало се на северном ободу Венецијанске лагуне, близу обале Јадрана. Како се град се сместио у мочварном подручју, због исушивања земљишта кроз и око града је трасирано више канала.

## Становништво
| 1931.  | 1936.  | 1951.  | 1961.  | 1971.  | 1981.  | 1991.  | 2001.  | 2011.  |
| ------ | ------ | ------ | ------ | ------ | ------ | ------ | ------ | ------ |
| 10.438 | 12.006 | 14.623 | 16.431 | 20.984 | 22.039 | 22.151 | 22.698 | 24.479 |

Језоло данас има преко 25.000 становника, махом Италијана. Током протеклих деценија у град се доселило много досељеника, који су делом и некадашњи туристи.

## Партнерски градови
- Velden am Wörther See

## Галерија
- Стари део Језла
- Градска плажа
- Нов хотел
- Изградња нових хотела